# Deklaracija o skupnem jeziku
Deklaracija o skupnem jeziku (Deklaracija o zajedničkom jeziku / Декларација о заједничком језику) je izjava skupine intelektualcev in nevladnih organizacij iz Bosne in Hercegovine, Hrvaške, Črne gore in Srbije iz leta 2017. Njen cilj je bil spodbuditi razpravo o jeziku brez bremena nacionalizma in pripomoči k spravi med narodi.
Izjava je nastala pod okriljem mednarodnega projekta »Jeziki in nacionalizmi«. Še pred uradno predstavitvijo se je pod njo podpisalo več kot 200 vidnih pisateljev, znanstvenikov, novinarjev, aktivistov in ostalih javnih osebnosti iz vseh štirih držav, po predstavitvi pa je zbrala preko 8000 podpisov.

## Vsebina Deklaracije
Deklaracija trdi, da Bošnjaki, Hrvati, Črnogorci in Srbi govorijo isti standardni jezik policentričnega tipa. Sklicuje se na vzajemno razumljivost, sposobnost sporazumevanja med vsemi štirimi narodi brez tolmača. Izpostavlja, da je trenutna jezikovna politika poudarjanja razlik privedla do množice negativnih pojavov, jezikovno izražanje pa se vsiljuje kot merilo narodne pripadnosti in sredstvo izkazovanja politične lojalnosti. Po besedah deklaracije ni nujno, da jeziki sovpadajo z narodi; vsaka država ima pravico skupni jezik samostojno kodificirati, vse različice pa so enakopravne. Poziva k odpravi vseh oblik jezikovne segregacije in diskriminacije v izobraževalnih in javnih ustanovah. Zavzema se tudi za svobodo pri posameznikovi izbiri in spoštovanje jezikovne raznolikosti.

## Nastanek Deklaracije

### Regionalni projektJeziki in nacionalizmi
Deklaracija je nastala kot posledica mednarodnega projekta Jeziki in nacionalizmi (Jezici i nacionalizmi). V okviru tega projekta, ki ga je navdihnila monografija jezikoslovke Snježane Kordić Jezik in nacionalizem (Jezik i nacionalizam), so leta 2016 priredili štiri konference, ki so jih v štirih državah organizirale štiri nevladne organizacije: center PEN Bosne in Hercegovine iz Sarajeva, društvo Kurs iz Splita, KROKODIL iz Beograda ter Centar za građansko obrazovanje iz Podgorice. Na interdisciplinarnih konferencah, katerih namen je bil na terenu pridobiti uvid v trenutno stanje in probleme, so poleg lingvistov sodelovali književniki, novinarji, antropologi in drugi, vključeno pa je bilo tudi občinstvo. Naslovi debat na konferencah so bili:
| Serija regionalnih konferenc "Jeziki in nacionalizmi" | Serija regionalnih konferenc "Jeziki in nacionalizmi" | Serija regionalnih konferenc "Jeziki in nacionalizmi" |
| Kraj                                                  | Naslov debatnega kroga                                | Datum                                                 |
| ----------------------------------------------------- | ----------------------------------------------------- | ----------------------------------------------------- |
| Podgorica                                             | Govori li svaki narod u Crnoj Gori drugim jezikom?    | 21. april 2016                                        |
| Podgorica                                             | Kakav je smisao povećavanja jezičkih razlika?         | 22. april 2016                                        |
| Split                                                 | Prijeti li anarhija ako ne propisujemo kako govoriti? | 19. maj 2016                                          |
| Split                                                 | Što ako Hrvati i Srbi imaju zajednički jezik?         | 20. maj 2016                                          |
| Beograd                                               | Ko kome krade jezik?                                  | 5. oktober 2016                                       |
| Beograd                                               | Ideologija ispravnog jezika                           | 6. oktober 2016                                       |
| Sarajevo                                              | Političke manipulacije temom jezika                   | 23. november 2016                                     |
| Sarajevo                                              | Lektori kao utjerivači nacionalnosti                  | 24. november 2016                                     |

### Pisanje
Pobuda za sestavitev besedila, ki bi spodbudilo k spremembi jezikovne politike v vseh štirih državah, se je pojavila neposredno po zadnji konferenci s strani skupine mladih Sarajevčanov, ki so doživljali segregacijo v izobraževanju ("dve šoli pod eno streho"). Deklaracijo je snovalo več kot trideset strokovnjakov, od tega so polovico predstavljali lingvisti različnih narodnosti iz vseh štirih držav. Delovno različico so prepustili v dodelavo profesionalnim lingvistom. Dokončevanje deklaracije je potekalo v Zagrebu, zaradi česar so ji nekateri vzdeli tudi ime »Zagrebška deklaracija«.

### Predstavitev
Deklaracijo o skupnem jeziku, pod katero se je podpisalo preko 200 vidnih intelektualcev iz štirih držav, so javnosti hkrati predstavili 30. marca 2017 v Zagrebu, Podgorici, Beogradu in Sarajevu; v slednjem je potekala tudi tiskovna konferenca in dve razpravi  z naslovoma »Kaj je skupni jezik?« in »Jezik in prihodnost«. Zatem so deklaracijo ponudili v podpis javnosti in v nekaj dneh zbrali več kot 8000 podpisov.
Dva meseca pozneje je v okviru zagrebškega Subverziv festivala potekala okrogla miza o Deklaraciji z naslovom »Jezik in nacionalizem«. Debate so potekale tudi v Beogradu na književnem festivalu KROKODIL (»O Deklaraciji o skupnem jeziku in drugih demonih«), v Novem Sadu na festivalu Exit (»Čigav je naš jezik?«) in na regionalni književni konferenci Book Talk (»Kakšni so dometi Deklaracije o skupnem jeziku?«). V Črni gori je bila organizirana okrogla miza o Deklaraciji v okviru Njegoševih dni, ob koncu leta pa razprava na Odprti univerzi Sarajevo »Kaj naj se stori z jezikom: kdo (ne) govori skupnega?«
Leta 2018 je potekal niz predavanj o Deklaraciji na univerzitetnih kongresih po EU in zatem na Japonskem. 

## Odzivi
Deklaracija je izzvala številne reakcije, tako negativne kot pozitivne. Najbolj odklonilno je bila sprejeta na Hrvaškem, kjer so jo že pred predstavitvijo zavrnili predstavniki Hrvaške akademije znanosti in umetnosti, politični vrh ter nekateri jezikoslovci. Člani odbora za srbski jezik srbske književne zadruge so deklaracijo označili za protislovno s svojega stališča, da so hrvaščina, bošnjaščina in črnogorščina različice srbščine.
Leto po predstavitvi je bila deklaracija znova deležna pozornosti, ko jo je podpisal Noam Chomsky. Marca 2023 je seznam podpisnikov vseboval 9801 podpis.